# S.D.E.
S.D.E. – drugi studyjny album amerykańskiego rapera Cam’rona. Został wydany 19 września 2000 roku.
Gościnnie występują tacy artyści jak i grupy muzyczne, Destiny’s Child, Noreaga, Dutch & Spade, Ol’ Dirty Bastard, Prodigy (z Mobb Deep), i Freekey Zekey, Juelz Santana, oraz Jim Jones.

## Lista utworów
| #  | Utwór                           | Producent(ci)                              | Goście                      | Czas |
| -- | ------------------------------- | ------------------------------------------ | --------------------------- | ---- |
| 1  | "Fuck You"                      | Darrell "Digga" Branch & Lance "Un" Rivera |                             | 1:17 |
| 2  | "That’s Me"                     | Self                                       | Keisha "Honey" Cargill      | 4:38 |
| 3  | "Whatever"                      | Darrell "Digga" Branch                     |                             | 3:36 |
| 4  | "Do It Again"                   | Darrell "Digga" Branch                     | Jim Jones & Destiny’s Child | 4:07 |
| 5  | "Come Kill Me"                  | Darrell "Digga" Branch                     |                             | 4:20 |
| 6  | "What I Gotta Live For"         | Darrell "Digga" Branch                     |                             | 3:23 |
| 7  | "Violence"                      | Darrell "Digga" Branch                     | Ol’ Dirty Bastard           | 3:35 |
| 8  | "Skit"                          |                                            |                             | 1:26 |
| 9  | "Freak"                         | Trackmasters                               |                             | 3:22 |
| 10 | "Double Up"                     | Darrell "Digga" Branch                     | Juelz Santana               | 4:22 |
| 11 | "Losin' Weight"                 | Darrell "Digga" Branch                     | Prodigy                     | 3:54 |
| 12 | "Sports, Drugs & Entertainment" | Ron G                                      |                             | 4:16 |
| 13 | "What Means the World to You"   | Armando Colon                              | Keema                       | 4:39 |
| 14 | "All the Chickens"              | Self                                       | Juelz Santana               | 4:01 |
| 15 | "Fuck You At"                   | Darrell "Digga" Branch                     | Noreaga                     | 4:05 |
| 16 | "Why No"                        | Darrell "Digga" Branch                     | Freekey Zekey & Jim Jones   | 3:52 |
| 17 | "Where I’m From"                | Darrell "Digga" Branch                     | Dutch & Spade               | 3:34 |
| 18 | "Let Me Know"                   | Darrell "Digga" Branch                     |                             | 4:14 |
| 19 | "My Hood"                       | Dame Grease                                | Jim Jones                   | 3:56 |

## Pozycja na listach
| Lista                   | Pozycja |
| ----------------------- | ------- |
| Top R&B/ Hip Hop Albums | 2       |
| The Billboard 200       | 14      |